# Абсолютне вимірювання
Абсолютне вимірювання — вимірювання, яке основане на прямому вимірюванні однієї або декількох основних величин та (чи) використанні значення фізичних констант.
Поняття «абсолютне вимірювання» застосовується як протилежне поняттю «відносне вимірювання» і розглядається як вимірювання величини в її одиницях — метрах, секундах, градусах тощо.

## Приклади
- Прикладом прямого вимірювання може служити вимірювання діаметра або довжини вала штангенциркулем або мікрометром, вимірювання температури термометром, довжини якого-небудь предмета метром (рулеткою).

- Приклад використання значення фізичних констант:

Вимірювання сили F = mg засноване на вимірюванні основної величини — маси m і використання фізичної постійної g (в точці вимірювання маси).